# درخواست دوستی
درخواست دوستی (انگلیسی: Friend Request) فیلمی انگلیسی آلمانی در ژانر ترسناک فراطبیعی است که در سال ۲۰۱۶ منتشر شد. از بازیگران آن می‌توان به آلیسیا دبنم کری، بریت مورگن، ویلیام مسلی، کانر پائولو و شان مارکت اشاره کرد. این فیلم در ۷ ژانویه ۲۰۱۶ توسط شرکت فیلمسازی برادران وارنر در آلمان منتشر شد.

## داستان
لورا جزو محبوب‌ترین دانشجویان کالج می‌باشد و از زندگی و خانواده‌اش لذت می‌برد. او در شبکه‌های اجتماعی فعال است و تقریباً بیشتر اتفاقات خوب زندگی اش را با دوستانی که در فیس‌بوک دارد، به اشتراک می‌گذارد. در ادامه با پذیرفتن درخواست دوستی یک دختر مرموز، اتفاقی می‌افتد.